# کاساندرینو
کاساندرینو (به ایتالیایی: Casandrino) یک کومونه در ایتالیا است که در استان ناپل واقع شده‌است.

## خصوصیات
کاساندرینو ۳٫۲ کیلومترمربع مساحت و ۱۳٬۵۷۴ نفر جمعیت دارد و ۸۴ متر بالاتر از سطح دریا واقع شده‌است.